# 葉夏聲

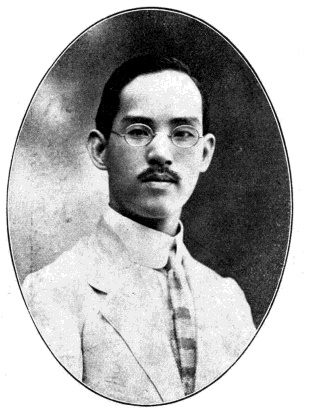
《民国之精华》中的葉夏聲照片

叶夏声（1882年—1956年）字竞生，又字兢生。广东省番禺县江村人。中国民主革命家，中华民国政治人物。

## 生平
1897年，叶夏声任香港《广东日报》、《中国日报》通讯记者。1898年，赴日本留学，先后入日本东京法政大学、日本户山军校骑兵科学习。1904年归国，历任广东法政学堂、两广方言学堂、高等警察学堂教习。其间，1905年加入中国同盟会。日后，叶夏声先后自云南陆军讲武堂第十六期、陆军大学将校班第三期毕业。
1912年起，叶夏声历任广东都督府参议、教育司司长、司法司司长，南京临时政府总统府秘书。1913年，当选为中华民国第一届国会众议院议员。1913年二次革命失败后，叶夏声流亡日本。1914年，在日本加入中华革命党。此后历任中华革命党港澳支部部长、南洋各埠特务委员。
1917年9月起，叶夏声历任广州大元帅府秘书，护法军政府代理内政部次长。1921年，出任云南北伐军参谋长。1922年返回广东，历任广州陆海军大元帅大本营秘书长，驻粤滇军北江警备司令，滇桂联军西江军务督办。1922年6月，叶夏声奉命起草了《五权宪法草案》。1926年起，历任国民革命军第七军参谋长，骑兵教导师中将师长，东北先遣军司令。
1929年，叶夏声编遣退役，到欧美考察。1936年归国，任广东高等法院院长，兼任广东省立法政学校校长，还当选立法院立法委员。叶夏声曾经入陆军大学将校班研究战术。抗日战争爆发后，叶夏声任国民政府军事委员会中将参议，赴冀北、苏浙地区从事联络工作。1945年底，叶夏声被国民政府国防部第二厅派驻上海执行整肃工作。1947年回到广东，开设律师事务所，兼修国史，还担任孙中山学社常务理事。1949年，叶夏声赴香港。
1956年，叶夏声逝世。

## 著作
- 《革命救亡论》
- 《国父民初革命纪略》[1]